# Estadio Langfang
El Estadio Langfang (en chino simplificado : 廊坊体育场) es un estadio de usos múltiples en Langfang, Hebei, China. Actualmente se utiliza sobre todo para partidos de fútbol y pruebas de atletismo. El estadio tiene una capacidad de 30 040 personas. El club Hebei China Fortune FC utiliza el estadio para sus partidos como local.